# Justiniano de Serpa (Aquiraz)
Justiniano de Serpa é um distrito do município brasileiro de Aquiraz, no litoral oeste da Região Metropolitana de Fortaleza, no estado do Ceará. De acordo com o Instituto Brasileiro de Geografia e Estatística(IBGE), sua população no ano de 2010 era de 8 436  habitantes, sendo 4 267 mulheres e 4 169 homens, possuindo um total de 890 domicílios particulares. Foi criado Pela Lei Estadual n.º 1.153 de 22 de setembro de 1951,o distrito de Serpa passou a denominar-se Justiniano Serpa.

## Subdivisões do distrito
- Ribeira, Aroeira, Tanques, Sítio Guarda, Sítio Zé Maria, Croatá, Pau Branco, Cinzenta, Nova Jerusalém, Estrada Nova 1 e 2, lagoa do Mato, Lagoa do Bispo, Tomáz Homem, Lagoa do Ramo, Vila Nova da Aroeira, Jacaré, Jenipapeiro de Serpa, Vila do Escurinho, Britos, Russega, Capoeiras de Serpa, goiabeiras, Crioulo, Vila Catita.